# Dorieus z Rodos
Dorieus z Rodos (gr. Δωριεύς) – starożytny grecki atleta pochodzący z wyspy Rodos, olimpijczyk.
Należał do rodu słynnych sportowców, olimpionikami byli jego ojciec Diagoras, bracia Damagetos i Akusilaos oraz synowie jego siostry Ferenike, Eukles i Pejsidoros. Odniósł zwycięstwo w pankrationie na trzech olimpiadach z rzędu, w 432, 428 i 424 roku p.n.e. Szczycił się ponadto ośmioma zwycięstwami na igrzyskach istmijskich, siedmioma na igrzyskach nemejskich i przypuszczalnie czterema na igrzyskach pytyjskich, w tym jednym uzyskanym walkowerem. 
Podczas wojny peloponeskiej walczył przeciwko Atenom. Wzięty przez Ateńczyków do niewoli, został jednak w uznaniu zasług sportowych puszczony wolno. Gdy Rodos zmieniło sojusze i przeszło do obozu zwolenników Aten, został pochwycony przez Spartan i stracony.